# Корма (приток Волги)
Корма (Кормица) — река в России, протекает по Рыбинскому району Ярославской области. Устье реки находится в 2788 км по правому берегу реки Волга от её устья (Волжский русловой участок Рыбинского водохранилища). Длина реки составляет 11 км.
Крупнейшие притоки: Крюковка и Волошка (обе слева).
Сельские населённые пункты около реки: Лебедево, Соколово, Кочевка Первая, Мостовица, Никольское, Григорково, Калинкино, Николо-Корма, Коркодиново, Юркино. Около устья реки расположен санаторий «Чёрная речка».
Протекает рядом с автодорогой Р104 Углич — Рыбинск, дважды её пересекая — в сёлах Никольское и Николо-Корма

## Данные водного реестра
По данным государственного водного реестра России относится к Верхневолжскому бассейновому округу, водохозяйственный участок реки — Волга от Угличского гидроузла до начала Рыбинского водохранилища, речной подбассейн реки — бассейны притоков (Верхней) Волги до Рыбинского водохранилища. Речной бассейн реки — (Верхняя) Волга до Куйбышевского водохранилища (без бассейна Оки).
Код объекта в государственном водном реестре — 08010100912110000004680.